# 저스티스 리그: 워
《저스티스 리그: 워》(영어: Justice League: War)는 2014년 저스티스 리그 비디오 애니메이션 영화이다. 제프 존스와 짐 리의 뉴52 《저스티스 리그》 1권 "탄생"의 내용을 기반으로 했으며, 제이 올리바 감독이 연출하고 히스 코슨이 각색했다. DC 애니메이션 영화 유니버스의 첫 번째 작품으로 이 작품을 시작으로 뉴52 만화의 애니메이션화가 이루어지게 된다.
내용은 원작처럼 다크사이드의 침공에 맞서 저스티스 리그가 뭉친다는 것이나, 원작과 다르게 아쿠아맨 대신 샤잠이 등장했다. 따라서 이 작품의 저스티스 리그는 슈퍼맨, 배트맨, 원더우먼, 그린 랜턴, 플래시, 사이보그, 샤잠의 구성이다. 아쿠아맨은 속편 《저스티스 리그: 아틀란티스의 왕좌》(2015)에서 합류하는 것으로 각색됐다.

## 성우진
- 제이슨 오마라 - 브루스 웨인 / 배트맨
- 앨런 튜딕 - 클라크 켄트 / 슈퍼맨
- 미셸 모나한 - 다이애나 프린스 / 원더우먼
- 저스틴 커크 - 할 조던 / 그린 랜턴
- 크리스토퍼 고럼 - 배리 앨런 / 플래시
- 셔마 무어 - 빅터 스톤 / 사이보그
- 숀 애스틴 - 빌리 뱃슨 / 샤잠
  - 잭 캘리슨 - 빌리 뱃슨
- 디 브래들리 베이커 - 파라데몬
- 멜리크 버거 - 세라 찰스
- 스티븐 블룸 - 다크사이드
- 킴벌리 브룩스 - 달라
- 로키 캐럴 - 사일러스 스톤
- 요안 그리피드 - 토머스 모로
- 조지 키더 - 프레디 프리먼
- 존 마리아노 - 아이스크림 장수
- 리처드 맥고너글 - 미국 대통령
- 매슈 머서 - 경비원
- 조지 뉴번 - 스티브 트레버
- 앤드리아 로마노 - 그린 랜턴의 파워 링
- 로저 로즈
- 게리 스터지스
- 브루스 토머스 - 데사드
- 힌든 월치 - 해나 그레이스